# Andrzej Tokarczyk
Andrzej Tokarczyk (ur. 1932) – polski religioznawca, autor wielu publikacji książkowych, specjalizujący się m.in. w zagadnieniach protestantyzmu, hinduizmu, karaimów i apokaliptyzmu, także pozachrześcijańskiego.

## Wybrane publikacje
- Informator o wyznaniach nierzymskokatolickich w Polsce. Materiały szkoleniowe, Warszawa: Centralny Ośrodek Doskonalenia Kadr Laickich, 1969.
- Trzydzieści wyznań, Warszawa: Krajowa Agencja Wydawnicza, 1971, 1987.
- Religie współczesnego świata, Warszawa: Młodzieżowa Agencja Wydawnicza, 1978, 1986.
- Tolerancja, Warszawa: Młodzieżowa Agencja Wydawnicza, 1979.
- Protestantyzm, Warszawa: "Iskry", 1980.
- Five centuries of Lutheranism in Poland, Warsaw: "Interpress", 1984.
- Fünf Jahrhunderte Luthertum in Polen, Warschau: "Interpress", 1984.
- Marcin Luter, Warszawa: Krajowa Agencja Wydawnicza, 1985.
- Hinduizm, Warszawa: Krajowa Agencja Wydawnicza, 1986.
- Tamten świat, Warszawa: Młodzieżowa Agencja Wydawnicza, 1986.
- Czterech jeźdźców Apokalipsy, Warszawa: "Iskry", 1988.
- Ewangelicy polscy, Warszawa: "Interpress", 1988.
- Jan Kalwin, Warszawa: Krajowa Agencja Wydawnicza, 1989.
- Wymarłe religie świata, Warszawa: "Libra", 1991.
- Mify o bessmertii. Potustoronnij mir, Moskva: Progress-Akademia, 1992.
- Karaimizm. Saga polskich Karaimów, Warszawa: Verbinum - Wydawnictwo Księży Werbistów, 2006.
- Adwentyzm. Rzecz o końcu świata, Warszawa: Verbinum - Wydawnictwo Księży Werbistów, 2009[1].